# Залој
Залој је насељено мјесто на подручју града Глине, Сисачко-мославачка жупанија, Република Хрватска.

## Историја
Залој се од распада Југославије до августа 1995. године налазио у Републици Српској Крајини.

## Становништво
| Националност       | 1991.     |
| Хрвати             | 92 (100%) |
| Срби               |           |
| Југословени        |           |
| остали и непознато |           |
| Укупно             | 92        |

| Демографија | Демографија | Демографија |
| Година      | Становника  | Становника  |
| ----------- | ----------- | ----------- |
| 1961.       | 210         |             |
| 1971.       | 164         |             |
| 1981.       | 137         |             |
| 1991.       | 92          |             |
| 2001.       | 43          |             |